# Fosun Pharma
Shanghai Fosun Pharmaceutical Group (также известная как Fosun Pharmaceutical или просто Fosun Pharma) — китайская публичная фармацевтическая компания. Основным акционером является группа Fosun International.
С 2018 года А-акции компании являются составной частью индекса SSE 50, а также его субиндекса SSE MidCap Index. Компания заняла 1876-е место в рейтинге мировых компаний Forbes Global 2000 за 2021 год.

## История
Компания была основана в январе 1994 года под названием Shanghai Fortune Industrial Company. В 1998 году провела размещение акций на Шанхайской фондовой бирже, а в 2012 году — также и на Гонконгской. В 2003 году была куплена 49-процентная доля в Sinopharm Group. Позже было сделано три зарубежных приобретения: индийская компания Gland Pharma в 2016 году, израильская компания Sisram Medical в 2017 году и французская компания Tridem также в 2017 году.

## Вакцина против COVID-19
В 2020 году компанией BioNTech в сотрудничестве с Pfizer и Fosun Pharma была разработана вакцина против COVID-19 на базе мРНК BNT162b2. Международное непатентованное наименование — тозинамеран (англ. tozinameran).

## Собственники и руководство
Основным акционером является Fosun International, эта группа миллиардера Го Гуанчана контролирует 46,65 % А-акций и 14,05 % Х-акций.
- У Ифан (Wu Yifang, 吳以芳) — председатель совета директоров (с октября 2020 года) и главный исполнительный директор Fosun Pharma (с июня 2016 года)[7].

## Деятельность
На материковый Китай приходится 65 % выручки, остальное приходится на Гонконг, Макао, Тайвань, США, Судан, Индию, некоторые страны Европы.
Основные подразделения по состоянию на 2021 год:
- Фармацевтика — выручка 28,8 млрд юаней;
- Медицинское и диагностическое оборудование — выручка 5,9 млрд юаней;
- Медицинские услуги — выручка 4,1 млрд юаней.

Основные препараты по объёму продаж в 2021 году:
- Comirnaty — вакцина против COVID-19;
- Ритуксимаб — противоопухолевое средство;
- Гепарин — антикоагулянт;
- Трастузумаб — используется для лечения рака молочной железы;
- Артесунат — используется для лечения малярии;
- Глутатион — антиоксидант.